# Jiří Skobla
Jiří Skobla (Praga, 16 aprile 1930 – Praga, 18 novembre 1978) è stato un pesista cecoslovacco, campione europeo nel 1954 e medaglia di bronzo alle olimpiadi di Melbourne 1956.

## Biografia
È deceduto il 18 novembre 1978 all'età di 48 anni per un cancro ai reni causato molto probabilmente dall'abuso di steroidi.

## Palmarès
| Anno | Manifestazione | Sede      | Evento         | Risultato | Misura  | Note                          |
| ---- | -------------- | --------- | -------------- | --------- | ------- | ----------------------------- |
| 1952 | Olimpiadi      | Helsinki  | Getto del peso | 9º        | 15,92 m |                               |
| 1954 | Europei        | Berna     | Getto del peso | Oro       | 17,20 m |                               |
| 1956 | Olimpiadi      | Melbourne | Getto del peso | Bronzo    | 17,65 m |                               |
| 1958 | Europei        | Stoccolma | Getto del peso | Bronzo    | 17,12 m |                               |
| 1960 | Olimpiadi      | Roma      | Getto del peso | 9º        | 17,39 m |                               |
| 1962 | Europei        | Belgrado  | Getto del peso | 6º        | 17,87 m |                               |
| 1966 | Europei indoor | Dortmund  | Getto del peso | Bronzo    | 18,08 m | Miglior prestazione personale |